# Наташа Беквалац
Наташа Беквалац (Нови Сад, 25. септембар 1980) српска је певачица. Издала је пет студијских албума: Не брини (2001), Ништа лично (2002), Стерео љубав (2004), Не ваљам (2010), Оригинал (2016) и један мини-албум Љубав, вера, нада (2008). Године 2020. одржала је свој први солистички концерт у Београдској арени. Чланица је жирија певачког такмичења IDJ Show (2023—данас).

## Биографија
Рођена је 25. септембра 1980. у Новом Саду, у тадашњој Социјалистичкој Републици Србији. Ћерка је фудбалског тренера и фудбалера Драгољуба Беквалца. Има старију и млађу сестру. Године 1989. наступила је са групом Регина на дечијем музичком фестивалу Деца певају хитове. Наредне године је наступила у познатој емисији Музички тобоган Миње Суботе.

## Музичка каријера
Први албум, Не брини, снимила је 2001. Године 2002. објављује албум Ништа лично са ког је најпознатија песма била Мали сигнали, а 2004. је изашао и албум Стерео љубав. У децембру 2007. се после дуже паузе вратила на сцену када је у емисији Гранд шоу промовисала нову песму Добро моје. У новембру 2008. је објавила мини-албум Љубав, вера, нада. У новембру 2010. објавила је албум, Не ваљам. Након шест година, Наташа је петим студијским албумом Оригинал забележила велики успех.
Њени највећи хитови у каријери су песме: Не брини, Мали сигнали, Иду дани, Никотин, Полудим ли у 25, Поново, Навика, Триста степени, Добро моје, Никад не реци никад, Прва у пићу, Не куни се у своје другове, Ја сам добро, Позитивна, Грам љубави, Краљица нових љубави и Оригинал.

## Приватни живот
Године 2005. удала се за ватерполисту Данила Икодиновића са којим је добила ћерку Хану у марту 2007. Развели су се 2011. године, што је изазвало велику пажњу медија.
Године 2015. удала се за рукометаша Љубомира Љубу Јовановића, од кога се развела две године касније.
У септембру 2017. Беквалац се удала за Луку Лазукића, а у фебруару 2018. је родила ћерку Катју. Након што ју је Лазукић претукао, Беквалац је у мају 2018. године поднела захтев за развод брака.
Позната је по јавној подршци правима ЛГБТ+ особама у Србији, а 2019. добила је титулу српске геј иконе. Током 2021. залагала се за легализацију истополних заједница у Србији. Касније исте године била је „кума” Београд прајда 2021, где је изјавила да није подршка ЛГБТ+ заједници, већ „део ње”.

## Фестивали
- 1998. Београдско пролеће — Мојој љубави
- 1998. Макфест — Љубав чека боље дане
- 2000. Сунчане скале — Лажи ме
- 2001. Зрењанин - Крај мене имаш све

## Дискографија

### Студијски албуми
- Не брини (2001)
- Ништа лично (2002)
- Стерео љубав (2004)
- Не ваљам (2010)
- Оригинал (2016)
- TBA (2025)

### Мини-албуми
- Љубав, вера, нада (2008)

### Компилације
- (2005)
- (2011)
- (2017)

### Синглови
- Господине (дует са Емином Јаховић) (2011)
- Шта ћу ја (дует са Огњаном Радивојевићем) (2011)
- Ја сам добро (2011)
- Позитивна (2012)
- Слушкиња (2012)
- Грам љубави (дует са DJ Шонетом) (2012)
- Краљица нових љубави (2013)
- Болесно те волим (2013)
- Најгора (2014)
- Могу да прођем (2014)
- Оригинал (2015)
- Псето (2015)
- Лудило (2016)
- Жетон (2016)
- Лаве мој (2016)
- Хиљаду нула (2016)
- Анђео и грешница (2016)
- Прва (2016)
- Црта (2017)
- Мала плава (дует са Цобијем) (2018)
- Непријатељ (дует са Магла бендом) (2018)
- Дођи мами (2019)

### Видеографија
| Спот                                 | Година | Режисер                           |
| ------------------------------------ | ------ | --------------------------------- |
| Мирис                                | 2001   | Горан, Тоба, Бобан                |
| Боља сам од ње                       | 2001   | —                                 |
| Навика                               | 2004   | Драган Гузљан                     |
| Никотин (од снимака са турнеје 2005) | 2005   | —                                 |
| Поново                               | 2005   | Visual infinity                   |
| Добро моје                           | 2007   | —                                 |
| 300 степени                          | 2008   | —                                 |
| У мени су две                        | 2010   | —                                 |
| Не ваљам                             | 2010   | —                                 |
| Ја сам добро                         | 2011   | Милош Надаждин                    |
| Шта ћу ја                            | 2011   | AL HAMED                          |
| Позитивна                            | 2012   | Милош Надаждин                    |
| Грам љубави                          | 2012   | Андреј Илић                       |
| Слушкиња                             | 2013   | Иво Мартиновић                    |
| Краљица нових љубави                 | 2013   | Иво Мартиновић                    |
| Болесно те волим                     | 2014   | Милош Надаждин                    |
| Најгора                              | 2014   | Милош Надаждин                    |
| Могу да прођем                       | 2014   | Милош Надаждин                    |
| Оригинал                             | 2015   | Петар Пашић                       |
| Псето                                | 2015   | Петар Пашић                       |
| Лудило                               | 2016   | Милош Надаждин                    |
| Лаве мој                             | 2016   | Милош Надаждин                    |
| Жетон                                | 2016   | Милош Надаждин                    |
| Прва                                 | 2016   | Милош Надаждин                    |
| Црта                                 | 2017   | LCF MEDIA                         |
| Мала плава                           | 2018   | Милош Шаровић                     |
| Непријатељ                           | 2018   | Немања Новаковић                  |
| Дођи мами                            | 2019   | Љуба                              |
| Мушко више не могу                   | 2019   | Немања Новаковић                  |
| Из далека                            | 2021   | Милош Шаровић                     |
| Тајне                                | 2022   | Душан Петровић,Александар Батајић |
| Преваранти                           | 2023   | Милош Надаждин                    |
| Немир                                | 2024   | Кукла,Лазар Богдановић            |
| Лутка                                | 2025   | Дарио Јаношевић                   |
| TBA                                  | 2025   | Кукла                             |
| TBA                                  | 2025   | Кукла                             |
| TBA                                  | 2025   | Кукла                             |
| TBA                                  | 2025   | Кукла                             |
| TBA                                  | 2025   | Кукла                             |
| TBA                                  | 2025   | Кукла                             |
| TBA                                  | 2025   | Кукла                             |
| TBA                                  | 2025   | Кукла                             |
| TBA                                  | 2025   | Кукла                             |
| TBA                                  | 2025   | Кукла                             |